# Mysis
Mysis är ett släkte av kräftdjur som beskrevs av Pierre André Latreille 1802. Mysis ingår i familjen Mysidae i ordningen Mysida.
Mysissläktet har ett huvudbröst, bröstfötter utan gälbihang och ryggsköld som inte täcker sista bröstsegmentet samt statocyst vid den inre grenen av de bakersta svansfötterna.
Mysis omfattar rätt vanligt förekommande arter, huvudsakligen levande i nordliga hav, där de bland annat utgör Grönlandsvalens främsta föda. I Östersjön förekommer tre arter, Mysis mixta, Mysis relicta och Mysis salemaai. De två sistnämnda påträffas också som relikt i flera av södra Skandinaviens insjöar, och M. relicta även i Ryssland, Finland, Polen och norra Tyskland.

## Arter
I släktet ingår 15 arter:
- Mysis amblyops
- Mysis caspia
- Mysis diluviana
- Mysis gaspensis
- Mysis litoralis
- Mysis macrolepis
- Mysis microphthalma
- Mysis mixta
- Mysis nordenskioldi
- Mysis oculata
- Mysis polaris
- Mysis relicta
- Mysis salemaai
- Mysis segerstralei
- Mysis stenolepis